# F 8 (sommergibile)
L’F 8 è stato un sommergibile della Regia Marina.

## Storia
Il 14 febbraio 1917, mentre, al comando del tenente di vascello Vittorio Levi Schiff, era impegnato in un'esercitazione nel golfo della Spezia (l'unità era in servizio da meno di due settimane), affondò, per un errore di manovra, in una trentina di metri d'acqua, un paio di miglia a meridione dell'Isola del Tino; non vi furono vittime.
Con l'impiego della nave appoggio sommergibili brasiliana Cearà (anch'essa, come l’F 8, appena entrata in servizio) fu possibile recuperarlo in tempi brevi. Immesso in bacino di carenaggio, l’F 8 vi rimase fino a dicembre, venendo riattato.
Il 14 dicembre 1917 fu destinato alla II Squadriglia Sommergibili, con base a Venezia. Nel corso della navigazione di trasferimento nella base veneta fu colto da un guasto ad una valvola di scarico del gas, che provocò lo scoppio di un cilindro e l'ingresso di acqua dello scafo; ragion per cui fu necessario un altro periodo di lavori in bacino.
Tornato in efficienza nel marzo 1918, fu impiegato in funzione offensiva al largo di Pola e Trieste, facendo base a Porto Corsini.
Tre mesi dopo fu assegnato alla Flottiglia Sommergibili di Ancona.
In tutta la prima guerra mondiale effettuò 10 missioni belliche, tutte prive di risultati.
Disarmato nel novembre 1918, fu radiato un anno dopo e demolito.